# Fideus a la cassola
Els fideus a la cassola és un plat típic de la gastronomia catalana.
Es tracta de fideus gruixuts cuits amb un sofregit i trossos de costella de porc amb os, però la particularitat que existeix als plats de pasta catalans com aquest, a diferència de les pastes italianes, per exemple, consisteix en el fet que la pasta no està bullida a part en aigua sinó cuita directament dins de la salsa formada pel sofregit, el suc de la carn rostida i la mateixa carn. Una mica abans de coure's els fideus completament, s'hi sol afegir una picada amb safrà.

## Influència a la cultura
Existeix un poema de Miquel Martí i Pol anomenat Fideus a la cassola, publicat el 1986.